# Valea Orevița, Caraș-Severin
Valea Orevița este un sat în comuna Sichevița din județul Caraș-Severin, Banat, România.